# Groene fazant
De groene fazant (Phasianus versicolor) is een vogel uit de familie fazantachtigen (Phasianidae). De wetenschappelijke naam van de soort is gepubliceerd in 1825 door Vieillot.

## Voorkomen
De soort is endemisch in Japan en telt vier ondersoorten:
- P. v. robustipes: noordwestelijk Honshu en Sado.
- P. v. tohkaidi: centraal en westelijk Honshu en Shikoku.
- P. v. tanensis: zuidelijk Honshu en Kyushu.
- P. v. versicolor: westelijk Honshu en Kyushu.